# Noisecontrollers
"Noisecontrollers (z ang. noise - hałas, control - kontrolować) – holenderski duet, tworzący muzykę Hardstyle, utworzony w 2005 roku. Rozwiązany pod koniec 2013 roku za porozumieniem stron. Bas kontynuuje działalność jako solista, podtrzymując nazwę duetu Noisecontrollers.

## Życiorys
Bas Oskam (ur. 1980), znany również jako SMD, Roughstyler a od drugiej połowy 2008 roku jako Williams Syndrome. Od niedawna tworzy również muzykę Dubstyle jako Pavelow. Swoje pierwsze utwory zaczął tworzyć w 1995. W miarę zagłębiania się w muzykę elektroniczną natrafił w końcu na muzykę Hardstyle, która spodobała mu się na tyle, iż postanowił zająć się produkcją właśnie tego gatunku.
W roku 2005, lokalny DJ (Speedy Bass z klubu Night-Vision) puścił na swojej imprezie jego utwór, co zmotywowało młodego artystę do tworzenia większej ilości tracków. W tym samym czasie spotkał Arjana.
Arjan Terpstra (ur. 1981), znany również pod pseudonimem Killer Clown. Arjan na początku tworzył muzykę hip-hop. Założył on wraz z przyjacielem, oraz raperami: Drijfgast i Eenvoud, grupę, którą nazwali Codewoord.
W roku 2003 nastąpiło pierwsze spotkanie z muzyką Hardstyle, mniej więcej w tym czasie rozpadła się grupa, w której dotychczas grał. Od tego czasu zaczął on ćwiczyć się w produkcji muzyki elektronicznej i w 2005 roku rozpoczął produkcję muzyki Hardstyle.
W 2005 roku wraz z Basem postanowili założyć grupę Noisecontrollers.
W marcu 2012 roku wydany został album o tytule "E=NC²".
Pod koniec roku 2013 z projektu odszedł Arjan.
W marcu 2014 roku Bas wydał album pt. "All Around" zawierający 19 utworów. Noisecontrollers jest też twórcą hymnu Qlimaxa z 2014 roku "The Source Code of Creation", który odbył się 22. listopada na stadionie Gelredome w Arnhem.

## Dyskografia
- Creatures
- Activated
- Crump
- Aliens
- Give you bassline
- Joke the Joker
- Reinforce
- Feel It
- Shockwaves
- Furybox
- Shreek
- Venom
- Rushroom
- The Revolution Is Here
- Attack again
- Ctrl Alt Delete (Hymn InQontrol 2009)
- Bassleader Anthem 2008
- Yellow Minute
- You Don't Own Me
- Against All Odds
- Earthshaker
- Marlboro Man
- Hocus Pocus
- Improve
- Faces Of Creation
- Astral
- Addictive Fantasy
- Confucius
- Promises
- Samara
- Surge of Power
- Unbroken
- Gaia
- We Are The Noisecontrollers
- We Move
- Summer In The City (Hymn Decibel 2010)
- Big Bang
- Gimme Love
- Stella Nova
- Escape
- Club Jumper
- Disco Is The Music
- Faster 'n Further
- The Darkside Of Emotions
- Macabre 2010